# Путешествие будет приятным
«Путешествие будет приятным» — советский художественный кинофильм 1982 года, снятый Свердловской киностудией.

## Краткое содержание
Юная Люда, служащая одного из крупных учреждений, собирается в отпуск на Голубые озёра со своим парнем Андреем. Пребывая в отличном настроении, она без проволочек помогает приехавшему из далёкого города сотруднику подшефного предприятия получить дефицитные материалы. Внезапно поссорившись с Андреем, девушка соглашается поехать на Голубые озёра с новым знакомым на машине-амфибии, которую он сам сконструировал. Но увидев Геннадия и его самодельную машину, Люда жалеет о своем согласии.
Новый знакомый поначалу вызывает у девушки антипатию: внешне неказистый (особенно на контрасте с красивым и уверенным в себе Андреем), несколько занудный и «не от мира сего». Так, Людмиле кажется странным неумение Геннадия дать взятку в гостинице и заполучить номер. И в то же время он спокойно даёт взаймы совершенно незнакомому человеку, помогает какой-то старухе и теряет массу времени на починку машины случайно встреченного шофёра. Однако со временем Люда проникается уважением к попутчику, он раскрывается для неё с разных сторон и постепенно начинает ей нравиться. И в этот момент ей снова встречается Андрей, а Геннадий деликатно исчезает. Осознав, как дорог стал для неё Геннадий, Люда пишет ему письмо.
Путешествие наполнено встречами с разными людьми и приключениями. В фильме много музыки, в том числе и модной и набирающей тогда силу рок-музыки (например, Люда посещает концерт группы «Круиз»).

## В ролях
- Светлана Аманова — Людмила
- Борис Галкин — Геннадий
- Лидия Смирнова — Наталья Васильевна, забывчивая тётка
- Баадур Цуладзе — водитель рефрижератора
- Игорь Янковский — Андрей, друг Людмилы
- Вероника Изотова — Ольга, подруга Марии
- Елизавета Суржикова — Мария
- Владимир Кузнецов — Владимир, друг Андрея
- Александр Гловяк — фотограф, просит деньги взаймы
- Любовь Соколова — Елизавета Георгиевна, сослуживица Людмилы
- Марина Сахарова — Марина, сослуживица Геннадия
- Владислав Пьявко — певец
- Элеонора Беляева — телеведущая
- Вера Ивлева — Людмила, пассажирка в очках
- Андрей Бронников — Андрей, парень в «Жигулях»
- Савет Агоян — мужчина в гостинице
- Вячеслав Гостинский — посетитель концерта
- Евгений Мызников — водитель грузовика

## Съёмочная группа
- Авторы сценария: Альберт Мкртчян, Анатолий Эйрамджан
- Режиссёр: Альберт Мкртчян
- Оператор: Михаил Коропцов
- Художник: Савет Агоян[вд]
- Композитор: Юрий Саульский

## Факты
- Для съёмок в фильме Альберт Мкртчян использовал самодельный автомобиль-амфибию «Ихтиандр», сконструированный и построенный в 1979 году Игорем Рикманом — кандидатом технических наук в области машиностроения, главным конструктором предприятия ООО «НПП Резон-Л»[1][2][3].
- Съёмки фильма происходили в г. Геленджике и его окрестностях[4].